# Alexis Renard
Alexis Renard (* 1. Juni 1999 in Saint-Brieuc) ist ein französischer Radrennfahrer, der auf der Straße aktiv ist.

## Sportlicher Werdegang
Als Junior machte Renard durch Tageserfolge bei verschiedenen internationalen Rennen auf sich aufmerksam. Nach dem Wechsel in die U23 fuhr er zunächst zwei Jahre für den Verein Côtes Armor cyclisme, mit dem er vorrangig an Rennen des nationalen Kalenders sowie französischen Rennen der UCI Europe Tour teilnahm und mehrere Top-10-Platzierungen erzielen konnte. 2019 erhielt er die Möglichkeit, als Stagiaire für Israel Start-Up Nation zu fahren, zur Saison 2020 wurde er fest in das UCI WorldTeam übernommen. Beste Ergebnisse für das Team waren der zweite Platz beim Münsterland Giro und der dritte Platz in der Gesamtwertung bei der Tour de Wallonie in der Saison 2021.
Zur Saison 2022 wechselte Renard zum Team Cofidis. Auch in den folgenden Jahren verpasste er mehrfach knapp einen Sieg, erzielte aber zahlreiche Top-Platzierungen, unter anderem 2023 ein dritter Etappenrang bei den Vier Tagen von Dünkirchen, 2024 der zweite Platz bei der Cholet Agglo Tour und der fünfte Platz bei Paris–Tours.

## Erfolge
2016
- eine Etappe La Ronde Des Vallées

2017
- Grand Prix Bob Jungels
- eine Etappe Ain Bugey Valromey Tour
- eine Etappe Grand Prix Rüebliland
- eine Etappe La Ronde Des Vallées

## Grand-Tour-Platzierungen
| Grand Tour            | 2020 | 2021 | 2022 | 2023 | 2024 | 2025 |
| --------------------- | ---- | ---- | ---- | ---- | ---- | ---- |
| Giro d’ItaliaGiro     | –    | –    | –    | –    | –    | –    |
| Tour de FranceTour    | –    | –    | –    | DNF  | DNF  | 145  |
| Vuelta a EspañaVuelta | DNF  | –    | –    | –    | –    |      |